# Nicolas Millot
Nicolas Millot est un maître de chapelle et un compositeur français, actif à Paris sous les règnes de Charles IX et Henri III, mort après le 21 septembre 1590.

## Biographie
Nicolas Millot apparaît tout d’abord à la Sainte-Chapelle du Palais, comme un des dix chantres cités dans une ordonnance du 30 décembre 1559 relative au port des chapes et sous-chapes. Le « Noël Millot » cité ici est très probablement Nicolas Millot.
Millot passe ensuite à la Chapelle du roi, où il a plusieurs charges : de 1560 à 1579, il est cité comme chantre (haute-contre), de ca. 1565 à 1585, il est sous-maître de la chapelle et maître des enfants de chœur, gagé à 100 lt puis 120 lt/an, enfin 166 lt/an (effectivement en 1567 il se présente comme maître de la Chapelle du roi au titre de ses Proverbes de Salomon) ; en 1578-1579, il ajoute la charge de compositeur de la Chapelle de musique ; enfin de ca. 1580 à 1587 il dirige la chapelle de Catherine de Médicis, gagé à 400 lt/an et en alternance avec Gaspard Le Franc.
En 1572, Charles IX l’envoie de Chambord à Tours pour chercher deux enfants de chœur, la Chapelle étant toujours avide de belles voix. En 1575, il gagne le second prix pour la chanson au Puy de musique d’Évreux, avec sa chanson Les espis sont à Ceres.
Sur sa vie privée, on connaît beaucoup de choses, ce qui est assez rare pour un musicien de cette époque. Il parraine quatre enfants, dont Jacques, fils de Robert I Ballard et de Lucrèce Dugué, et Nicolas, fils de Guillaume Cucuron, chantre de Catherine de Médicis. Il est également engagé dans plusieurs transactions mobilières ou immobilières, vers 1581-1590 : vente d’une ferme et métairie au Mée près de Melun en octobre 1574 ; vente d’une maison à La Houssaye-en-Brie en juillet 1580, moyennant une rente, outre divers achats ou ventes de rentes.
En 1581, il demeure au faubourg Saint-Germain-des-Prés paroisse Saint-Sulpice, puis se déplace rue de la Cerisaie paroisse Saint-Paul la même année ; il passe ensuite rue des Vieux-Augustins paroisse Saint-Eustache en 1584. En juillet 1585, il emménage avec sa femme Françoise Herpault dans une grande maison rue Neuve Sainte-Geneviève, paroisse Saint-Merry, dont il est propriétaire. Il y est encore en juillet 1589 au moment où il fait donation de ses biens à sa femme (mais il possède une autre maison rue de la Clef). Il teste le 21 septembre 1590 ; il est déjà veuf et la Maison du roi lui doit encore 5 à 6000 lt pour ses gages et les habits et la nourritures des enfants de chœur dont il avait la charge, tandis que la Maison de la Reine mère lui doit encore 800 lt pour les mêmes raisons.

## Œuvre

### Musique spirituelle
- Les Proverbes de Salomon mis en musique à quatre parties par N. Millot, maistre de la chapelle du Roy. – Paris, Adrian Le Roy et Robert Ballard, 1567. 4 vol. 4° obl. Dédicace au roi Charles IX. Seule la partie de superius est retrouvée. Lesure 1955 n° 119.
  - La traduction des Proverbes est celle d’Accace d’Albiac du Plessis, un poète converti au protestantisme, qui la publie en 1556.

### Musique profane

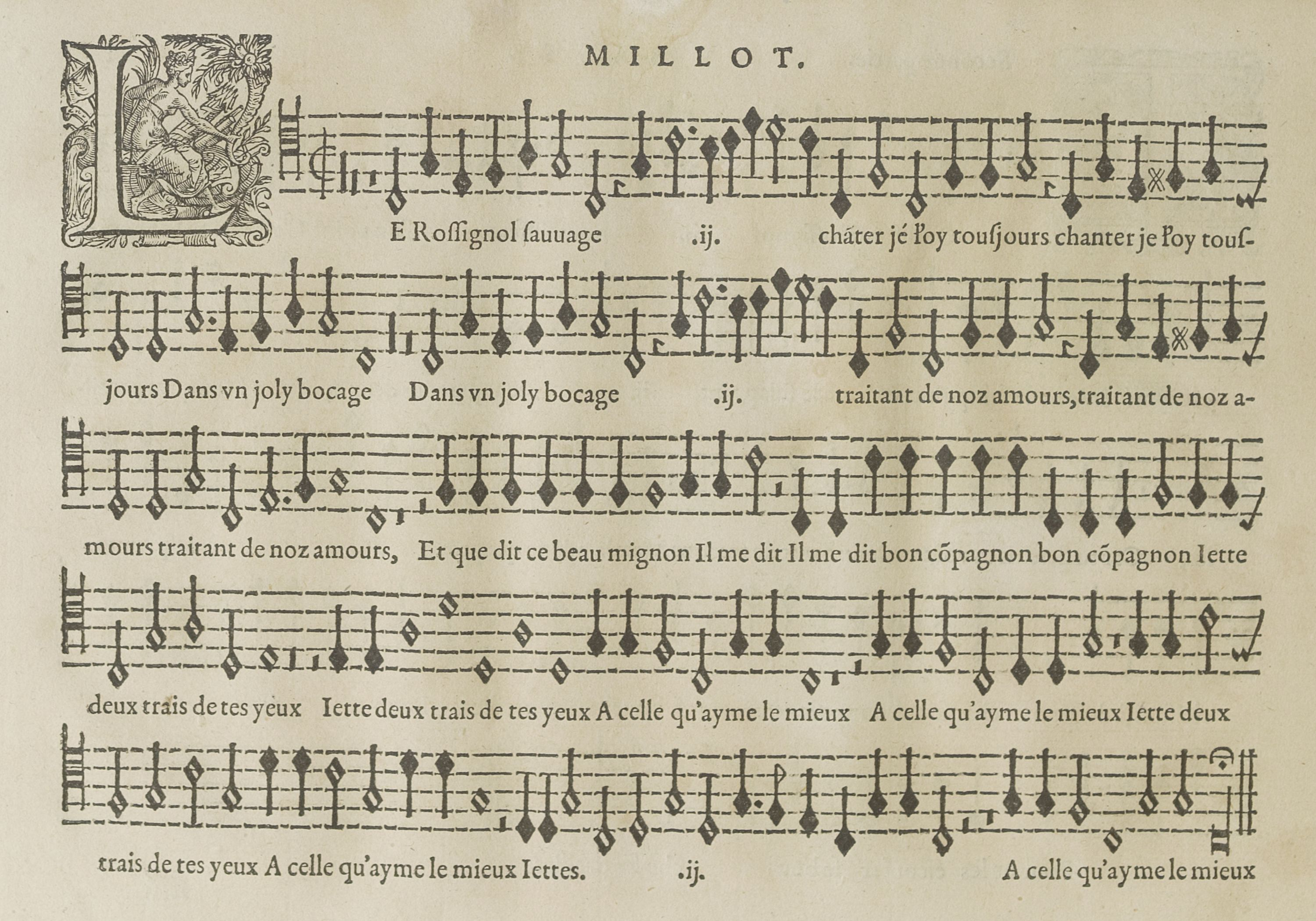
La chanson de Nicolas Millot Le Rossignol sauvage dans le Méllange de 1572 (Paris, Le Roy & Ballard).

De Millot on connait encore 30 chansons polyphoniques à 3 ou 4 parties. Elles paraissent à Paris entre 1556 and 1578. Les premières paraissent en 1556 sous les presses de Michel Fezandat, toutes les suivantes des presses de Le Roy et Ballard. Ce sont les recueils RISM 155620, 155621 (3 chansons), 155715, 155910, 155913, 156711 (3), 156914, 156917 (5), 15709 (3), 157010, 15722 (9), 15755, 15786, 15787, 15789, 157813 (5), 157814, 157815 (2).
Les textes que Millot met en musique incluent des poèmes de Eustorg de Beaulieu, de Guillaume Guéroult avec sa célèbre Susane un jour, et de Pierre de Ronsard. Son écriture apparaît peu innovante, et semblable à celle des chansons des maîtres de la génération précédente, celle de Clément Janequin, de Pierre Sandrin, ou de Jacques Arcadelt. Il ne s’aventure que rarement vers une écriture où le dessus domine au-dessus d’une harmonie constituée par les voix inférieures, plus caractéristique du vaudeville et de l’air.